# Шпарнек
Шпарнек (њем. Sparneck) град је у њемачкој савезној држави Баварска. Једно је од 27 општинских средишта округа Хоф. Према процјени из 2010. у граду је живјело 1.689 становника. Посједује регионалну шифру (AGS) 9475174.

## Географски и демографски подаци
Шпарнек се налази у савезној држави Баварска у округу Хоф. Град се налази на надморској висини од 560 метара. Површина општине износи 16,4 km². У самом граду је, према процјени из 2010. године, живјело 1.689 становника. Просјечна густина становништва износи 103 становника/km².